# Jeffrey DeMunn

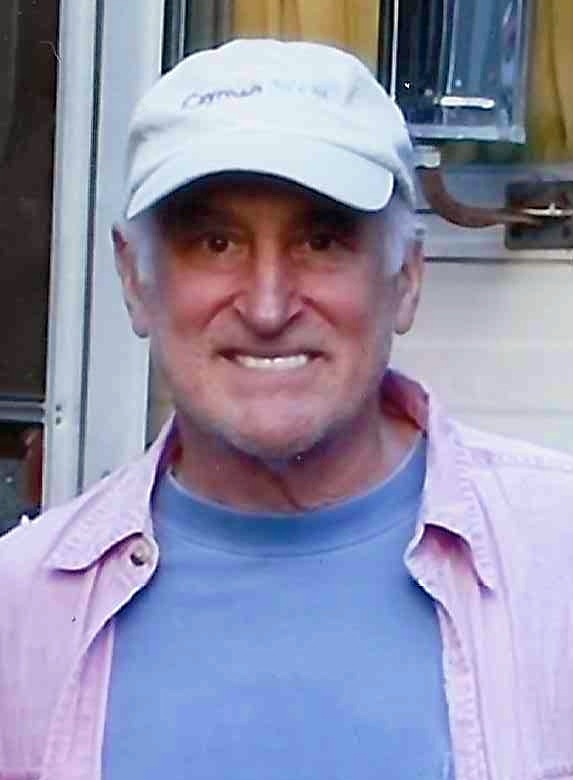
Jeffrey DeMunn (2014)

Jeffrey DeMunn (* 25. April 1947 in Buffalo, New York) ist ein US-amerikanischer Schauspieler. Bekannt ist er vor allem als Verkörperung des Dale Horvath in den ersten beiden Staffeln der Horrorserie The Walking Dead.

## Leben und Leistungen
DeMunn absolvierte im Jahr 1969 das Union College in Schenectady (New York). Er debütierte im Fernsehdrama The Last Tenant aus dem Jahr 1978. Im Filmdrama Ragtime (1981) von Miloš Forman spielte er die Rolle von Harry Houdini.
DeMunn übernahm im Thriller Citizen X die Rolle des Serienmörders Andrei Tschikatilo. Für diese Rolle gewann er im Jahr 1995 den CableACE Award und wurde für den Emmy Award nominiert. Für die Rolle im Film The Green Mile (1999) wurde er 2000 als Mitglied des Schauspielerensembles für den Screen Actors Guild Award nominiert. In der Komödie The Majestic (2001) spielte er an der Seite von Jim Carrey eine der größeren Rollen.
DeMunn war in den Jahren 1993 bis 2004 in insgesamt sieben Folgen der Fernsehserie Law & Order zu sehen. Außerdem trat er in einzelnen Folgen anderer Serien auf. Für die Rolle im Theaterstück K2 wurde er im Jahr 1983 für den Tony Award nominiert.
Sein Sohn Kevin DeMunn ist ebenfalls als Schauspieler tätig.
DeMunn hat in zahlreichen Stephen-King-Verfilmungen mitgewirkt: The Green Mile (Wärter), Die Verurteilten (Cameo als Staatsanwalt), Der Sturm des Jahrhunderts (Bürgermeister) und The Mist (Verfilmung der Kurzgeschichte Der Nebel aus der Sammlung Im Morgengrauen) und im Original zwei seiner Bücher als Hörbücher gelesen (Duddits und Colorado Kid).
Von 2010 bis 2012 übernahm er eine tragende Rolle in der Zombie-Fernsehserie The Walking Dead.

## Filmografie (Auswahl)
- 1978: The Last Tenant
- 1980: Christmas Evil (You Better Watch Out)
- 1980: Der starke Wille (Resurrection)
- 1980: Die erste Todsünde (The First Deadly Sin)
- 1981: Ragtime
- 1983: Drei Frauen in New York (Enormous Changes at the Last Minute)
- 1984: Windige Stadt (Windy City)
- 1985: Warnzeichen Gen-Killer (Warning Sign)
- 1986: Hitcher, der Highway Killer (The Hitcher)
- 1987: Die Jugend des Magiers (Young Harry Houdini)
- 1988: Verraten (Betrayed)
- 1988: Der Blob (The Blob)
- 1989: Blaze – Eine gefährliche Liebe (Blaze)
- 1992: Die Zeitungsjungen
- 1994: Die Verurteilten (The Shawshank Redemption)
- 1995: Citizen X
- 1996: Phenomenon – Das Unmögliche wird wahr (Phenomenon)
- 1996: Killer – Tagebuch eines Serienmörders (Killer: A Journal of Murder)
- 1997: Turbulence
- 1998: Harvest
- 1998: Akte X – Der Film (The X Files)
- 1998: Outer Limits – Die unbekannte Dimension (The Outer Limits, Fernsehserie, Folge 4x12)
- 1999: Der Sturm des Jahrhunderts (Stephen King’s Storm of the Century, Miniserie)
- 1999: The Green Mile
- 2000–2001: Law & Order: Special Victims Unit (Fernsehserie, 2 Folgen)
- 2001: The Majestic
- 2002: Swimming Upstream
- 2003: Emergency Room (Fernsehserie, 9x09)
- 2005: Empire Falls – Schicksal einer Stadt (Empire Falls)
- 2006: Der Hades-Faktor (Covert One: The Hades Factor)
- 2006: Die Hollywood-Verschwörung (Hollywoodland)
- 2007: Der Nebel (The Mist)
- 2008: Burn After Reading – Wer verbrennt sich hier die Finger? (Burn After Reading)
- 2010: Shelter
- 2010–2012: The Walking Dead (Fernsehserie, 17 Folgen)
- 2012: Chicago Fire (Fernsehserie, Folge 1x02)
- 2013: Mob City (Fernsehserie, 6 Folgen)
- 2014: The Affair (Fernsehserie, Folge 1x09)
- 2015: The Blacklist (Fernsehserie, Folge 2x14)
- 2016–2023: Billions (Fernsehserie, 44 Folgen)
- 2017: Marshall